# Szubra Bas
Szubra Bas (arab. شبرا باص) – miejscowość w Egipcie, w muhafazie Al-Minufijja. W 2006 roku liczyła 14 183 mieszkańców.